# Coccophagus longipedicellus
Coccophagus longipedicellus is een vliesvleugelig insect uit de familie Aphelinidae. De wetenschappelijke naam is voor het eerst geldig gepubliceerd in 1972 door Shafee.